# Гремерсдорф
Гремерсдорф (нім. Gremersdorf) — громада в Німеччині, розташована в землі Шлезвіг-Гольштейн. Входить до складу району Східний Гольштейн. Складова частина об'єднання громад Ольденбург-Ланд.
Площа — 45,78 км2. Населення становить 1512 ос. (станом на 31 грудня 2020).